# Тунис на Светском првенству у атлетици на отвореном 2019.
Тунис је учествовао на 17. Светском првенству у атлетици на отвореном 2019. одржаном у Дохи од 27. септембра до 6. октобра, шеснаести пут, односно учествовао је на свим првенствима до данас осим на 3. првенству одржаном у Токију 1991. године. Репрезентацију Туниса је представљало је 5 атлетичара (3 мушкарца и 2 жене) који су се такмичили у 5 дисциплине (3 мушке и 2 женске).,
На овом првенству представници Туниса нису освојили ниједну медаљу нити су остварили неки резултат.

## Учесници
| Мушкарци: - Абдесалем Ајоуни — 800 метара - Мохамед Тоуати — 400 метара препоне - Амор Бен Јаија — 3.000 метара препреке | Жене: - Марва Боузајани — 3.000 метара препреке - Чахинез Насри — 20 км ходање |

## Резултати

### Мушкарци
| Атлетичар        | Дисциплина       | Лични рекорд | Квалификације | Квалификације | Полуфинале | Полуфинале | Финале                | Финале       | Детаљи |
| Атлетичар        | Дисциплина       | Лични рекорд | Резултат      | Место         | Резултат   | Место      | Резултат              | Место        | Детаљи |
| ---------------- | ---------------- | ------------ | ------------- | ------------- | ---------- | ---------- | --------------------- | ------------ | ------ |
| Абдесалем Ајоуни | 800 м            | 1:45,17 НР   | 1:46,09 КВ    | 3. у гр. 4    | 1:45,80    | 7. у гр. 1 | Нису се квалификовали | 13 / 44 (49) |        |
| Мохамед Тоуати   | 400 м препоне    | 49,29        | 49,76 КВ      | 2. у гр. 4    | 49,14 ЛР   | 5. у гр. 1 | Нису се квалификовали | 13 / 38 (39) |        |
| Амор Бен Јаија   | 3.000 м препреке | 8:14,05 НР   | 8:26,12       | 9. у гр. 1    |            |            | Нису се квалификовали | 22 / 44 (46) |        |

### Жене
| Атлетичарка     | Дисциплина       | Лични рекорд | Квалификације | Квалификације | Финале                | Финале             | Детаљи |
| Атлетичарка     | Дисциплина       | Лични рекорд | Резултат      | Место         | Резултат              | Место              | Детаљи |
| --------------- | ---------------- | ------------ | ------------- | ------------- | --------------------- | ------------------ | ------ |
| Марва Боузајани | 3.000 м препреке | 9:43,54      | 9:47,78       | 10. у гр. 3   | Није се квалификовала | 31 / 42 (43)       |        |
| Чахинез Насри   | 20 км ходање     | 1:32:20 НР   |               |               | Није завршила трку    | Није завршила трку |        |